# Ранма ½
 (јап. らんま½) јесте манга коју је написала и илустровала Румико Такахаши. Серијализовала се од 1987. до 1996. године у Шогакукановој ревији Weekly Shōnen Sunday са поглављима сакупљеним у 38 танкобона. У Србији, издавачка кућа Дарквуд преводи наслов на српски језик од 2024. године.
Серијал је адаптиран у аниме од 161 епизоде, 12 ОВА и 3 анимирина филма. Такође је снимљена играна серија 2011. године. Аниме је добио римејк који се емитовао 2024. године и који ће добити другу сезону. Манга је продата у више од 200 милиона примерака што је чини једном од најпродаванијих манги на свету.

## Радња
Соун Тендо држи Тендо школу борилачких вештина са његове три ћерке: Акане, Набики и Касуми. Једног дана, живот сестара се мења у потпуности када њихов отац донесе одлуку да се једна од њих уда за сина његовог пријатеља који је исто учитељ борилачких вештина, како би се пренеле вештине у породици. Поред њихових неслагања, када је вереник дошао, нико од њих није очекивао да то буде Ранма Саотоме и његов отац Генма. 
Ранма је тренирао у Кини са његовим оцем пре него што их је снашла несрећа. Када их додирне вода, Ранма се претвори у жену а Генма у панду. Прича прати Ранму који покушава да се уклопи новом животу са његовом вереницом, најмлађом сестром Акане. Када почну да иду у школу, упознају се са много пријатеља и ривала, и свако од њих има нешто да каже о њиховој веридби.

## Франшиза

### Манга
Мангу Ранма ½ написала је и илустровала Румико Такахаши. Серијализовала се од 5. августа 1987. до 21. фебруара 1996. године у Шогакукановој ревији Weekly Shōnen Sunday. Поглавља су сакупљена у 38 танкобона. Манга је добила канзенбан издање које је излазило од 15. јула 2016. до 18. јануара 2018. године. Ово издање има 20 бројева. Манга има преко 230 милиона копија у циркулацији у целом свету.

### Аниме
Манга је адаптирана у аниме настале у продукцији студија Studio Deen. Емитовала се од 15. априла 1989. до 25. септембра 1992. године са укупно 161 епизодом. Аниме већином верно адаптује мангу, али се разликује по томе да крије Ранмову трансформацију од ученика, бар у већини епизода. Такође, аниме мења доста детаља прича из манге и убацује много оригиналних ликова и прича које нису у манги. Аниме је адаптовао 22 од 38 танкобона, тачније првих 229 поглавља. 

#### Анимирани филмови
Поред тога, направили су 12 ОВА и 3 филма. Филмови се зову Ranma ½: Chūgoku Nekonron Daikessen! Okite Yaburi no Gekitō-hen!!, који је изашао 2. новембра 1991., Ranma ½: Kessen Tōgenkyō! Hanayome wo Torimodose! који је приказан 1. августа 1992., и Ranma ½: Chō Musabetsu Kessen! Ranma Team vs. Densetsu no Hōō који је изашао 20. августа 1994. године. Прва два су приказана као дугометражни филмови док је трећи приказан заједно са друга два кратка филма, GS Mikami: Gokuraku Daisakusen!! и Heisei Dog Stories: Bow. 

#### ОВА
Након завршетка аниме серије, 11 ОВА су направљене за VHS касете. Прва епизода је изашла 7. децембра 1993. а једанаеста 4. јуна 1996. године. Све осим две су адаптације прича из манге. 12 година касније, нова анимација је направљена за It's a Rumic World изложбу илустрација које је нацртала Румико Такахаши током своје каријере. Базираној на манга причи Akumu! Shunmin Kō из 34. танкобона, приказивана је непарним данима на изложби у Токију од 30. јула до 11. августа 2008. године. Али није изашла на двд све до 29. јануара 2010. године, где је стављена у бокс сет са Urusei Yatsura и InuYasha анимацијама које су такође биле приказане на истој изложби у Токију. Онда је 20. октобра 2010. године изашла самостално на двд и блуреј диску.

#### Играна серија
Играна серија је такође снимљена и емитована је као специјал који траје два сата 9. децембра 2011. године на каналу Nippon Television. Иако је прво речено да ће специјал имати оригиналну причу, ипак је узета прича са почетка манге као и неке друге сцене које су спојене заједно. Главне ликове тумаче Јуи Арагаки као Акане и Кенто Каку и Нацуна Ватанабе који играју мушку и женску верзије Ранме. Рјосеи Тајама игра негативца, новог лика Окамаду. Женска поп група 9nine пева главну песму Chikutaku☆2Nite. Изашао је на двд и блуреј 21. марта 2012. године.

#### Аниме римејк
Нова аниме серија, која је после откривена да је римејк прве аниме серије, је најављена 26. јуна 2024. године. Римејк се емитовао од 6. октобра до 22. децембра 2024. године са укупно 12 епизода. Сви гласовни глумци су репризирали своје улоге из прве аниме серије. Друга сезона је најављена. Друга сезона ће почети са емитовањем у октобру 2025. године.